# زبابة عربية
الزبابة العربية (الاسم العلمي: Crocidura arabica) هي نوع من الثدييات من عائلة الزبابات آكلات اللحوم الانفرادية تتواجد في عمان واليمن.